# Пэн Цзу
Пэн Цзу (кит. 彭祖) (1900 до н. э. — 1066 до н. э.) — легендарный китайский долгожитель, даос, его называют также «прародителем китайской нации»; сформулировал даосскую теорию долголетия. По преданию он прожил около 834 лет. В сведениях о нём мифы и реальность перемешаны и неотличимы.
Внук мифического императора Чжуань Сюя (кит. 顓頊, 2490 до н.э.—2413 до н.э.), который был внуком Жёлтого Императора. Носил фамилию Цзянь и имя Кэн. Был современником
императора Яо (2356 до н.э.—2255 до н.э.), жил во время династии Ся и до конца династии Инь
Во время наводнения Пэн Цзу привел сородичей в горы Уишань, которые ему помогли разведать сыновья Пэн У и Пэн И. Тогда проводились работы по прокладыванию новых рек, и было прочищено русло реки Цзюцюйси и её притоков. Тогда Пэн Цзу получил имя господина Уи (по именам сыновей У и И), и был воздвигнут дворец «Уигун».
Поэт Цюй Юань в «Вопросах к небу» рассказывает о том, как Пэн Цзу поднёс фазаний суп Верховному Небесному Императору (толкуют также как императору Яо), и за это получил в награду долголетие.
Пэн Цзу упоминается в «Житиях даосских святых» (Шэньсянь-чжуань) Гэ Хуна, где говорится, что он потерял мать в три года, попал в плен к цюаньжунам, 100 лет скитался в западном крае, потеряв 49 жён и 54 сына. Пэн Цзу принадлежит фраза «пять звуков ведут к глухоте, пять вкусов портят рот», которая означает, что для долголетия надо отказаться от мирских удовольствий. Считается, что он ввёл в употребление понятие эссенции цзин, которая вырабатывается из семени во время полового акта; для долгожительства необходимо наличие данной эссенции. Пэн Цзу также учил дыхательным упражениям, необходимым для здоровья и долголетия. Дева Цай-нюй (которая стала ему женой и родила сыновей Пэн У и Пэн И) передала секрет долголетия от Пэн-цзу иньскому императору, который воспользовался им для себя, но приказал казнить всех, кто может распространять это учение. Пэн-цзу ушёл на Запад и странствовал около 70 лет в стране зыбучих песков Люша.
Пэн Цзу приписывают многочисленные гимнастики, дыхательные упражнения и даосские сексуальные практики как в древней, так и в современной литературе. В найденном в Мавандуе сочинении «Ши вэнь» (Десять вопросов") Пэн-цзу, наряду с Жун-чэном и другими бессмертными мудрецами и медиками выступает как наставник древних правителей в эротологических вопросах. В тринадцатой главе книги «Баопу-цзы» цитируется сочинение носящее название «Канон Пэн Цзу» («Пэн Цзу цзин»). Также цитируется сочинение ученика Пэн Цзу «Записки Господина Жёлтого Камня» («Хуан Ши Гун цзи»). Там же приводятся имена восьми других учеников Пэн Цзу. Иногда, указывая на процесс переосмысления в древности характера некоторых женских божеств как на результат торжества патриархального начала в древнекитайском обществе предполагают, что образ Пэн Цзу является результатом эволюции образа женского божества врачевания «Божества / Жрицы Пэн» (Упэн), чей образ постепенно превратился в образ персонажа, прославившегося своим долголетием.